# Basketbol Süper Ligi 2019-20
La Basketbol Süper Ligi 2019-20 fue la edición número 54 de la Basketbol Süper Ligi, la máxima competición de baloncesto de Turquía. La temporada regular comenzó el 28 de septiembre de 2019 y los playoffs deberían haber acabado en junio de 2020, pero el 11 de mayo de 2020, la Federación turca de baloncesto dio por cancelada la competición a consecuencia de la pandemia por el coronavirus.

## Equipos temporada 2019-20
| Equipo                    | Ciudad         | Pabellón                             | Capacidad |
| ------------------------- | -------------- | ------------------------------------ | --------- |
| Afyon Belediye            | Afyonkarahisar | Afyon Atatürk Sports Hall            | 2,000     |
| Anadolu Efes              | Estanbul       | Sinan Erdem Dome                     | 16,000    |
| Bahçeşehir Koleji         | Estanbul       | Caferağa Sports Hall                 | 1,500     |
| Banvit                    | Bandırma       | Kara Ali Acar Sport Hall             | 3,000     |
| Beşiktaş Sompo Japan      | Estanbul       | BJK Akatlar Arena                    | 3,200     |
| Darüşşafaka               | Estanbul       | Volkswagen Arena Istanbul            | 5,000     |
| Demir İnşaat Büyükçekmece | Estanbul       | Gazanfer Bilge Spor Salonu           | 3,000     |
| Fenerbahçe                | Estanbul       | Ülker Sports Arena                   | 13,800    |
| Frutti Extra Bursaspor    | Bursa          | Tofaş Nilüfer Sports Hall            | 7,500     |
| Galatasaray Odeabank      | Estambul       | Sinan Erdem Dome                     | 16,000    |
| Gaziantep Basketbol       | Gaziantep      | Karataş Şahinbey Sport Hall          | 6,400     |
| OGM Ormanspor             | Ankara         | Ankara Arena                         | 10,400    |
| Sigortam.Net İTÜ          | İstanbul       | Darüşşafaka Ayhan Şahenk Sports Hall | 3,500     |
| Pınar Karşıyaka           | İzmir          | Karşıyaka Arena                      | 5,000     |
| Tofaş                     | Bursa          | Tofaş Nilüfer Sports Hall            | 7,500     |
| Türk Telekom              | Ankara         | Ankara Arena                         | 10,400    |

## Temporada regular

### Clasificación
| Pos. | Equipo                       | PJ | G  | P  | PF   | PC   | DP   | Pts | Clasificación                         |
| ---- | ---------------------------- | -- | -- | -- | ---- | ---- | ---- | --- | ------------------------------------- |
| 1    | Anadolu Efes                 | 23 | 21 | 2  | 2045 | 1712 | +333 | 44  | Clasificado para la EuroLiga          |
| 2    | Pınar Karşıyaka              | 23 | 20 | 3  | 1924 | 1587 | +337 | 43  |                                       |
| 3    | Galatasaray Doğa Sigorta     | 23 | 16 | 7  | 1868 | 1804 | +64  | 39  | Clasificados para la Champions League |
| 4    | Fenerbahçe Beko              | 22 | 17 | 5  | 1785 | 1612 | +173 | 39  | Clasificado para la EuroLiga          |
| 5    | Tofaş                        | 23 | 15 | 8  | 2003 | 1790 | +213 | 38  | Clasificados para la Champions League |
| 6    | Darüşşafaka Tekfen           | 23 | 13 | 10 | 1884 | 1763 | +121 | 36  | Clasificados para la Champions League |
| 7    | Teksüt Bandırma              | 23 | 12 | 11 | 1863 | 1808 | +55  | 35  |                                       |
| 8    | Beşiktaş Sompo Japan         | 23 | 11 | 12 | 1825 | 1845 | −20  | 34  |                                       |
| 9    | Frutti Extra Bursaspor       | 23 | 11 | 12 | 1807 | 1905 | −98  | 34  |                                       |
| 10   | Türk Telekom                 | 23 | 11 | 12 | 1783 | 1830 | −47  | 34  |                                       |
| 11   | Gaziantep Basketbol          | 23 | 9  | 14 | 1873 | 1930 | −57  | 32  |                                       |
| 12   | Ormanspor                    | 23 | 8  | 15 | 1811 | 1944 | −133 | 31  |                                       |
| 13   | Bahçeşehir Koleji            | 23 | 7  | 16 | 1871 | 2002 | −131 | 30  |                                       |
| 14   | Meksa Yatırım Afyon Belediye | 22 | 7  | 15 | 1757 | 1783 | −26  | 29  |                                       |
| 15   | Büyükçekmece Basketbol       | 23 | 3  | 20 | 1693 | 2105 | −412 | 26  |                                       |
| 16   | Sigortam.net İTÜ BB          | 23 | 2  | 21 | 1720 | 2092 | −372 | 25  |                                       |

 Fuente: Basketbol Süper Ligi
Criterios de clasificación: 1) Puntuación 2) Partidos entre sí 3) Diferencia de puntos en general 4) Sorteo
Notas:
1. ↑  No hay ascensos ni descensos, debido a la cancelación de la temporada.

1. ↑  Anadolu Efes y Fenerbahçe están clasificados para la  EuroLiga cada año, ya que tienen licencias a largo plazo.
2. ↑  Anadolu Efes y Fenerbahçe están clasificados para la  EuroLiga cada año, ya que tienen licencias a largo plazo.

### Resultados
| Local \ Visitante              | AEF    | BÇB    | BAH    | BJK    | DSK   | FEN    | BUR    | GAL    | GAZ    | AFY   | ORM     | KSK   | ITU    | TEK    | TOF   | TTA    |
| ------------------------------ | ------ | ------ | ------ | ------ | ----- | ------ | ------ | ------ | ------ | ----- | ------- | ----- | ------ | ------ | ----- | ------ |
| Anadolu Efes                   | —      | 109–69 | Can.   | 98–104 | 89–83 | 79–66  | Can.   | 104–80 | 103–79 | Can.  | 93–82   | Can.  | 108–62 | 83–72  | Can.  | 81–71  |
| Arel Üniversitesi Büyükçekmece | 67–92  | —      | Can.   | 81–92  | 85–92 | 68–92  | 77–95  | 77–87  | Can.   | Can.  | 64–84   | 56–99 | 103–72 | 80–104 | Can.  | 91–90  |
| Bahçeşehir Koleji              | 67–93  | 96–81  | —      | 75–80  | 91–87 | 79–100 | Can.   | 92–71  | Can.   | 82–87 | 105–111 | 72–70 | 99–94  | Can.   | 85–92 | 72–87  |
| Beşiktaş Sompo Japan           | 68–80  | 84–87  | 91–92  | —      | Can.  | 73–74  | 80–59  | 74–68  | 78–73  | 92–90 | Can.    | Can.  | 83–80  | 97–82  | Can.  | 78–74  |
| Darüşşafaka Tekfen             | Can.   | 105–56 | 83–76  | 78–59  | —     | Can.   | 63–81  | 79–88  | 76–58  | 68–72 | 88–77   | Can.  | 88–74  | 96–88  | 69–61 | 77–80  |
| Fenerbahçe Beko                | Can.   | Can.   | 74–60  | 84–80  | 83–75 | —      | 86–83  | 75–80  | 84–75  | 86–80 | 85–52   | Can.  | 94–83  | 89–79  | 84–75 | 91–67  |
| Frutti Extra Bursaspor         | 86–95  | 84–79  | 79–78  | 98–87  | 79–87 | Can.   | —      | Can.   | 87–106 | 90–81 | 90–88   | 77–85 | Can.   | 88–78  | 80–76 | Can.   |
| Galatasaray Doğa Sigorta       | Can.   | Can.   | 85–76  | 74–65  | 78–75 | 83–64  | 84–70  | —      | 96–84  | 83–77 | 105–73  | 74–79 | Can.   | 91–70  | 80–75 | 93–71  |
| Gaziantep Basketbol            | 83–88  | 88–73  | 90–92  | Can.   | 77–86 | 81–70  | Can.   | Can.   | —      | 78–71 | 102–77  | 67–83 | 96–94  | 73–63  | 69–81 | Can.   |
| Meksa Yatırım Afyon Belediye   | 84–88  | 81–69  | 95–91  | 73–68  | 81–83 | 62–64  | 86–55  | 67–68  | 92–95  | —     | Can.    | 66–75 | 96–73  |        | 73–84 | 78–82  |
| OGM Ormanspor                  | 68–79  | 84–75  | 108–93 | 72–80  | Can.  | Can.   | 81–82  | Can.   | 59–83  | 77–76 | —       | 70–86 | 73–70  | 81–86  | 76–94 | 64–82  |
| Pınar Karşıyaka                | 80–82  | 80–59  | 85–54  | 82–68  | 84–78 | 68–57  | 76–71  | 84–55  | 82–72  | Can.  | Can.    | —     | 105–67 | 91–82  | Can.  | 85–66  |
| Sigortam.Net İTÜ               | 49–63  | 86–63  | Can.   | Can.   | 61–98 | 57–90  | 71–90  | 83–86  | Can.   | Can.  | 94–93   | 81–91 | —      | 76–94  | 80–91 | 85–101 |
| Teksüt Bandırma                | 84–66  | 99–65  | 82–68  | 85–64  | Can.  | Can.   | 72–62  | Can.   | 99–72  | 80–83 | 66–85   | 57–89 | 64–48  | —      | 86–80 |        |
| Tofaş                          | 72–83  | 110–68 | 77–76  | 86–80  | Can.  | 76–82  | 109–59 | 112–93 | 108–88 | 79–71 | Can.    | 94–88 | 123–80 | Can.   | —     | 81–72  |
| Türk Telekom                   | 81–103 | Can.   | Can.   | Can.   | 85–70 | 59–75  | 80–62  | 78–66  | 88–84  | 92–83 | 66–76   | 62–77 | Can.   | 81–91  | 68–67 | —      |

### Galardones
Galardones oficiales de la Basketbol Süper Ligi 2019-20.

#### MVP de la jornada
| Jornada | Jugador             | Equipo                       | VAL | Ref.   |
| ------- | ------------------- | ---------------------------- | --- | ------ |
| 1       | Doron Lamb          | Darüşşafaka                  | 32  | [ 2 ]  |
| 2       | Devin Williams      | Tofaş                        | 33  | [ 3 ]  |
| 3       | Berkan Durmaz       | Tofaş                        | 32  | [ 4 ]  |
| 4       | Johnny Hamilton     | Darüşşafaka                  | 32  | [ 5 ]  |
| 5       | Jordon Crawford     | Afyon Belediye               | 30  | [ 6 ]  |
| 6       | Sertaç Şanlı        | Anadolu Efes                 | 38  | [ 7 ]  |
| 7       | Luka Babić          | OGM Ormanspor                | 31  | [ 8 ]  |
| 8       | Chris Warren        | OGM Ormanspor                | 36  | [ 9 ]  |
| 9       | Perry Jones         | Frutti Extra Bursaspor       | 31  | [ 10 ] |
| 10      | Andrew Andrews      | Büyükçekmece Basketbol       | 29  | [ 11 ] |
| 11      | JaJuan Johnson      | Bahçeşehir Koleji            | 34  | [ 12 ] |
| 12      | Chris Jones         | Frutti Extra Bursaspor       | 31  | [ 13 ] |
| 13      | Trae Golden         | Bahçeşehir Koleji            | 39  | [ 14 ] |
| 14      | Trae Golden (2)     | Bahçeşehir Koleji            | 32  | [ 15 ] |
| 15      | Moustapha Fall      | Türk Telekom                 | 45  | [ 16 ] |
| 16      | Mangok Mathiang     | Bahçeşehir Koleji            | 33  | [ 17 ] |
| 17      | Shaq McKissic       | Beşiktaş Sompo Japan         | 41  | [ 18 ] |
| 18      | Derrick Williams    | Fenerbahçe Beko              | 29  | [ 19 ] |
| 18      | Peyton Aldridge     | Meksa Yatırım Afyon Belediye | 29  | [ 19 ] |
| 19      | Nando De Colo       | Fenerbahçe Beko              | 34  | [ 20 ] |
| 20      | Jordon Crawford     | Afyon Belediye               | 41  | [ 21 ] |
| 21      | Mangok Mathiang (2) | Bahçeşehir Koleji            | 32  | [ 22 ] |
| 22      | Gabriel Olaseni     | Frutti Extra Bursaspor       | 31  | [ 23 ] |